# Ашанга
Ашанга (рос. Ашанга) — улус Хоринського району, Бурятії Росії. Входить до складу Сільського поселення Ашангінське.
Населення — 223 особи (2015 рік).